# Wilfred Thesiger

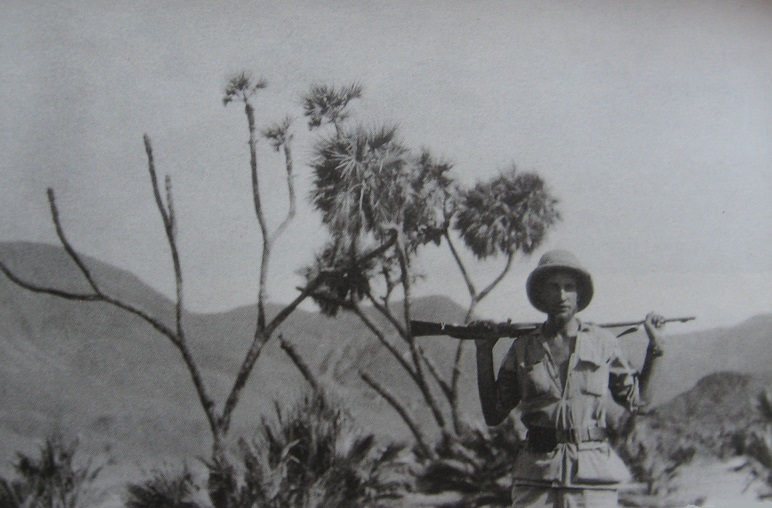
Wilfred Thesiger i Afrika, 1934

Wilfred Patrick Thesiger, född 3 juni 1910, död 24 augusti 2003, var en brittisk militär, forskningsresande och författare. Han var sonson till Frederic Thesiger, 2:e baron Chelmsford.

## Biografi
Thesiger var son till den brittiske diplomaten Wilfred Gilbert Thesiger och född på brittiska legationen i Addis Abeba i dåvarande Abessinien. Han sändes till England för utbildning i Eton och Oxford. På personlig inbjudan av kejsar Haile Selassie besökte han 1930 åter Etiopien och på uppdrag av Royal Geographical Society utforskade han 1933 Awashfloden och det stängda muslimska Aussasultanatet i Danakilöknen (i nuvarande Eritrea). Från 1935 var han i brittiska statens tjänst i Sudan vid övre Nilen.
Under andra världskriget tjänstgjorde han först som ökenkrigare i Sudan, och stred mot de italienska styrkorna där. För tillfångatagandet av den italienska garnisonen i Agibar erhöll han Distinguished Service Order. Efter det ingick han i druzlegionen som bekämpade Vichystyret i Syrien. Mest kända är hans insatser i engelska Special Air Service som opererade bakom tyskarnas linjer i Nordafrika. Han innehade då tjänstegraden major. 
Efter 1945 arbetade Thesiger tillsammans med Desert Locusts Research Organisation på Arabiska halvön. Mellan 1945 och 1950 utforskade han halvöns södra delar och han genomkorsade därvid som en av de första européerna två gånger öknen Rub al-Khali - det tomma området. Han var också först med att besöka det bland beduinerna så fruktade kvicksandsområdet Umm al Samim i Oman. Han berättar om dessa äventyr i sin mest berömda bok Arabian Sands som utkom 1959.
I nästan femtio år var han konstant ute på expeditioner.  Hans resor förde honom till Irak, Iran, Kurdistan, Franska Västafrika, Pakistan och till Kenya där han huvudsakligen bodde efter 1968. Han återvände på 1990-talet till England och blev adlad 1995.
Thesiger fotograferade flitigt under sina resor och skänkte 25.000 fotografier till Pitt Rivers Museum i Oxford. Den bästa samlingen av hans fotografier finns i hans bok Visions of a Nomad från 1987. Flera av Thesigers fotografier är av oskattbart värde eftersom de skildrar livsformer och platser som i dag är försvunna. Ett exempel är materialet från träsklandet i södra Irak som publicerades i boken The Marsh Arabs från 1964. I en av 1900-talets stora miljökatastrofer förstörde Saddam Hussein området med hjälp av dränering, giftsprutning och bomber.